# Fred Eric
Fred Eric, de son vrai nom Frederick Joseph Murphy, est un acteur américain né le 8 septembre 1874 à Peru dans l'Indiana, et mort le 17 avril 1935 à New York. Également acteur de théâtre, Fred Eric fut actif à Broadway (New York) entre 1903 et 1933.

## Filmographie
- 1915 : The Builder of Bridges de George Irving
- 1915 : Divorced de Edward Warren
- 1917 : The Woman and the Beast de Ernest C. Warde
- 1923 : Skid Proof de Scott R. Dunlap
- 1923 : Christopher Columbus de Edwin L. Hollywood
- 1932 : It Happened in Paris de M.J. Weisfeldt